# Vinzieux
Vinzieux est une commune française, située dans le département de l'Ardèche en région Auvergne-Rhône-Alpes.

## Géographie

### Situation et description

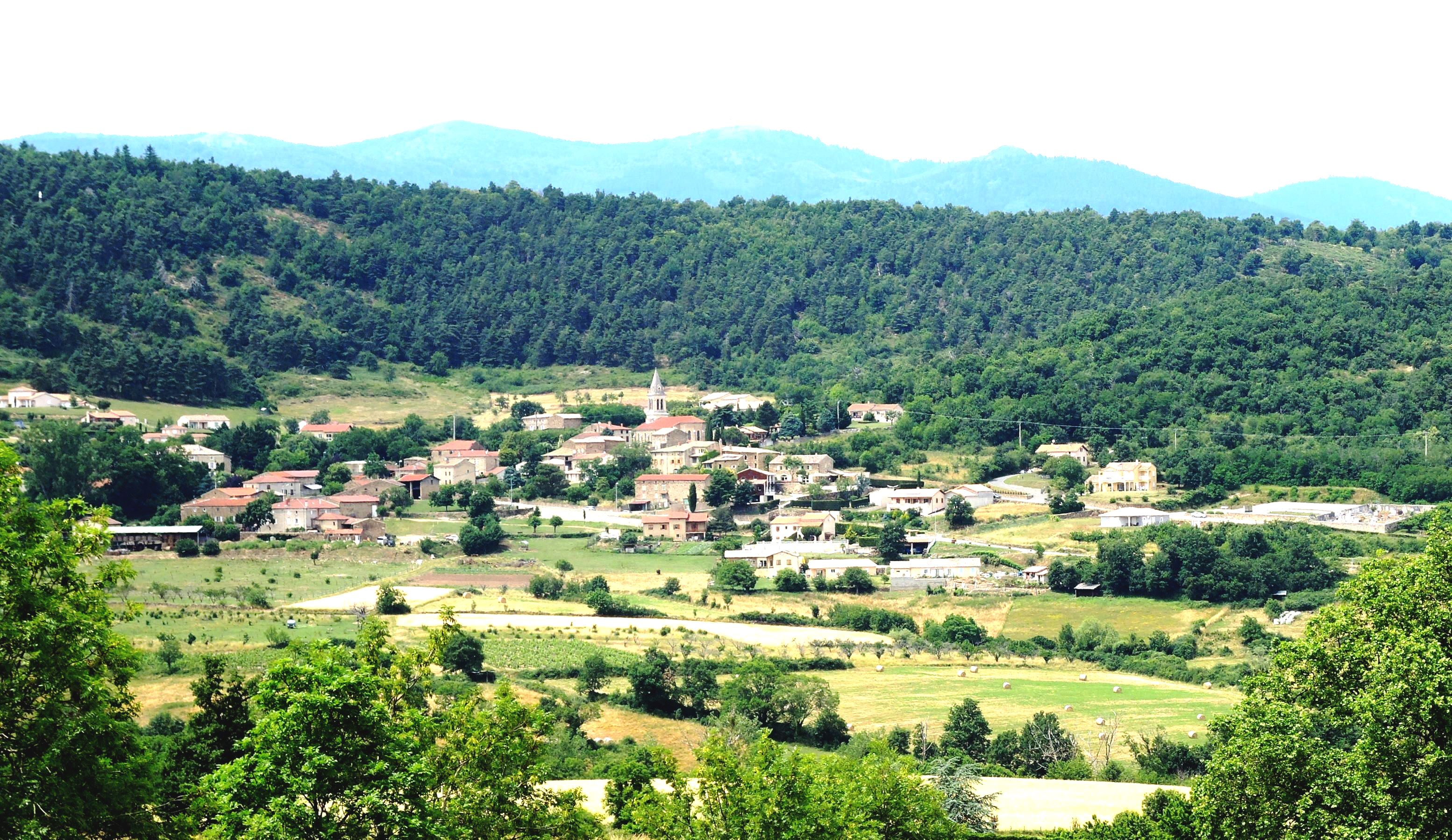
Le village, adossé à sa colline, avec, au fond, les sommets du Pilat.

La commune s'étend sur environ 7 km2 au nord-ouest de Félines, depuis le col du Fayet jusqu'à la limite départementale que constitue le ruisseau du Limony. Le village et les hameaux se sont installés à l'abri d'une crête montagneuse, face à un plateau qui reste assez bien cultivé avec vergers, vignes, champs et prés.

### Communes limitrophes
Vinzieux est limitrophe de six communes, cinq étant situées dans le département de l'Ardèche et une dans le département de la Loire. Elles sont réparties géographiquement de la manière suivante :

### Climat
Pour des articles plus généraux, voir Climat d'Auvergne-Rhône-Alpes et Climat de l'Ardèche.
En 2010, le climat de la commune est de type climat océanique altéré, selon une étude du CNRS s'appuyant sur une série de données couvrant la période 1971-2000. En 2020, Météo-France publie une typologie des climats de la France métropolitaine dans laquelle la commune est dans une zone de transition entre le climat de montagne et le climat méditerranéen et est dans la région climatique  Sud-est du Massif Central, caractérisée par une pluviométrie annuelle de 1 000 à 1 500 mm, minimale en été, maximale en automne. 
Pour la période 1971-2000, la température annuelle moyenne est de 11,2 °C, avec une amplitude thermique annuelle de 17,4 °C. Le cumul annuel moyen de précipitations est de 870 mm, avec 8,7 jours de précipitations en janvier et 6,3 jours en juillet. Pour la période 1991-2020, la température moyenne annuelle observée sur la station météorologique de Météo-France la plus proche, « Peaugres Rad », sur la commune de Peaugres à 5 km à vol d'oiseau, est de 12,3 °C et le cumul annuel moyen de précipitations est de 752,5 mm,. Pour l'avenir, les paramètres climatiques de la commune estimés pour 2050 selon différents scénarios d'émission de gaz à effet de serre sont consultables sur un site dédié publié par Météo-France en novembre 2022.

## Urbanisme

### Typologie
Au 1er janvier 2024, Vinzieux est catégorisée commune rurale à habitat dispersé, selon la nouvelle grille communale de densité à 7 niveaux définie par l'Insee en 2022.
Elle est située hors unité urbaine. Par ailleurs la commune fait partie de l'aire d'attraction d'Annonay, dont elle est une commune de la couronne,. Cette aire, qui regroupe 37 communes, est catégorisée dans les aires de 50 000 à moins de 200 000 habitants,.

### Occupation des sols
L'occupation des sols de la commune, telle qu'elle ressort de la base de données européenne d’occupation biophysique des sols Corine Land Cover (CLC), est marquée par l'importance des territoires agricoles (50,4 % en 2018), en diminution par rapport à 1990 (55,9 %). La répartition détaillée en 2018 est la suivante : zones agricoles hétérogènes (34,8 %), forêts (29,9 %), milieux à végétation arbustive et/ou herbacée (14 %), cultures permanentes (8,8 %), prairies (6,8 %), zones urbanisées (5,7 %).
L'évolution de l’occupation des sols de la commune et de ses infrastructures peut être observée sur les différentes représentations cartographiques du territoire : la carte de Cassini (XVIIIe siècle), la carte d'état-major (1820-1866) et les cartes ou photos aériennes de l'IGN pour la période actuelle (1950 à aujourd'hui).

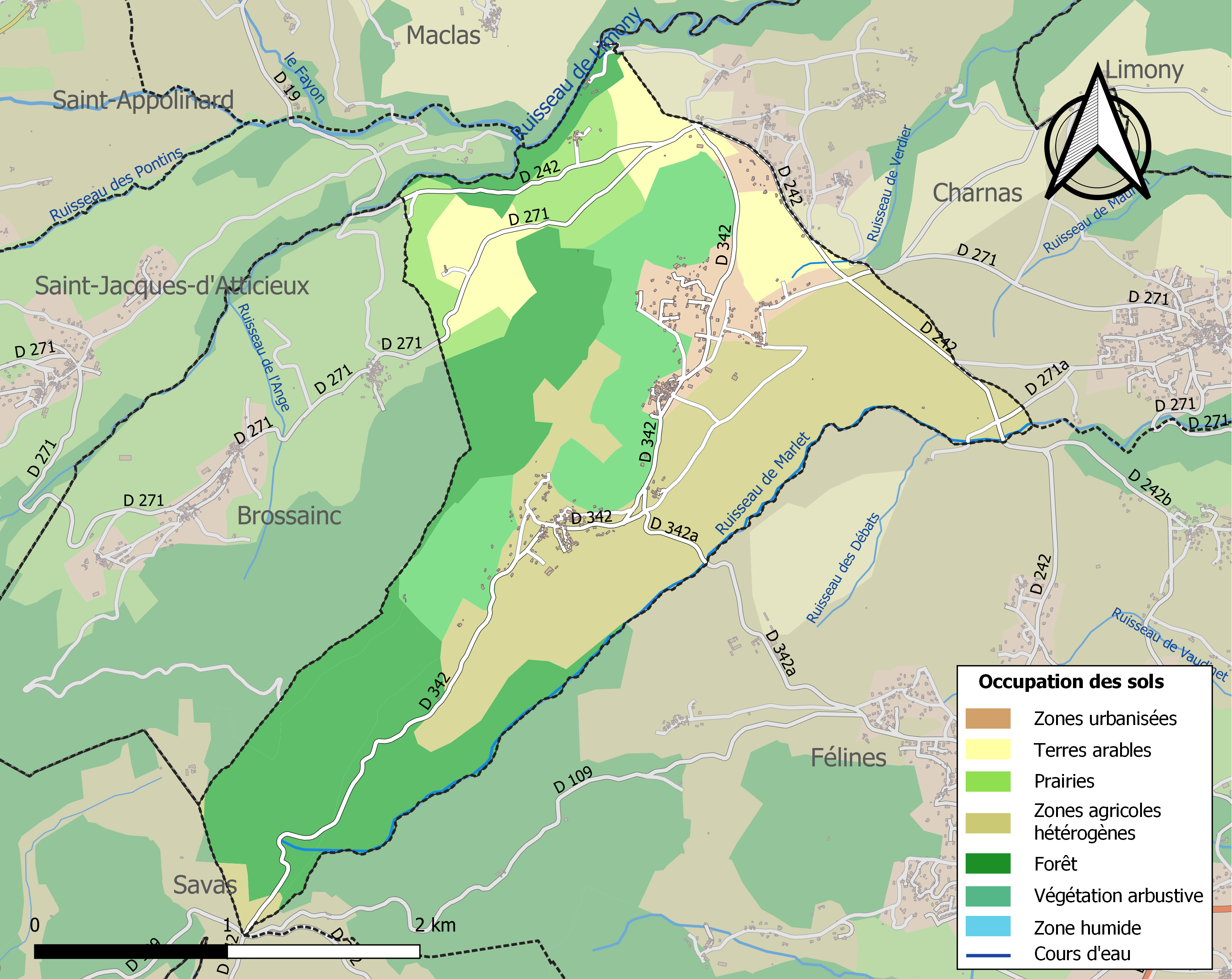
Carte des infrastructures et de l'occupation des sols de la commune en 2018 (CLC).

## Histoire
Des céramiques et des monnaies retrouvées sur le site de l'église laissent envisager un habitat déjà installé à l'époque gallo-romaine. En profondeur, des restes de murs épais semblent indiquer l'existence d'une ancienne enceinte circulaire de part et d'autre de la départementale. Cet habitat gallo-romain pouvait être justifié par l'exploitation des mines de plomb argentifère toutes proches au hameau d'Etaize, depuis l'époque gauloise.
Au nord de la commune, le Pont de la Pierre témoigne d'un ancien itinéraire médiéval.

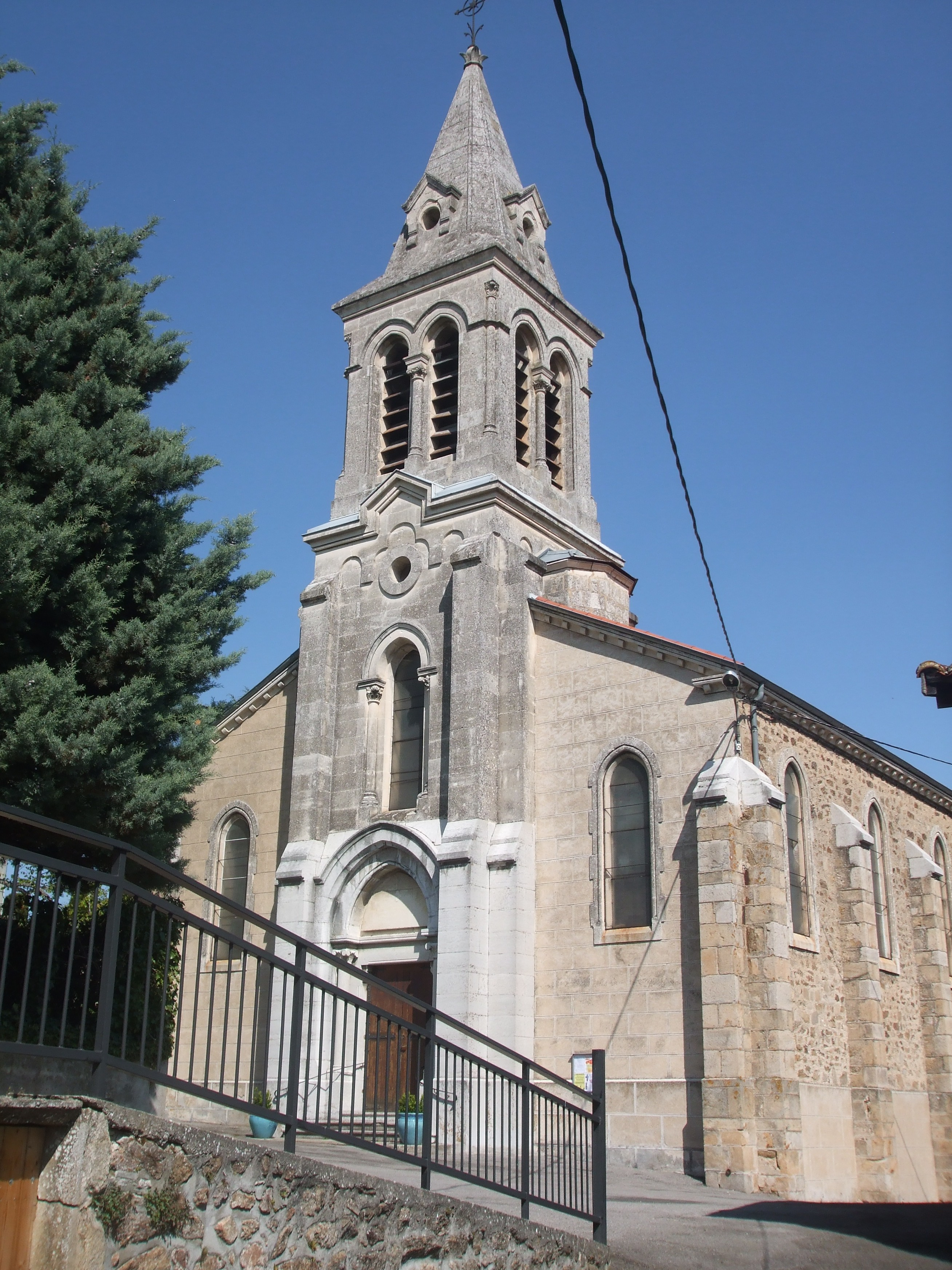
L'église actuelle a été achevée en 1901.

À partir du Moyen Age, trois églises ont été successivement construites au-dessus de l'ancienne enceinte. L'église actuelle a été achevée en 1901. On peut retrouver, un peu en dessous, un ancien relais muletier qui a abrité le transport du sel au moins au XVIIIe et au XIXe siècle.
La population de 400 habitants au début du XIXe siècle était tombée à 163 en 1968. La commune a connu depuis une progression de 158 % de sa population en dépassant à nouveau les 400 habitants. L'école privée ayant fermé en 1998, les enfants vont à Félines, à Charnas ou aux Tamaris de Peaugres. Les sociétés sont peu nombreuses, mais l'Association Animation Loisirs et Culture organise plusieurs événements dans l'année. D'autres activités s'exercent en intercommunalité.

## Politique et administration

### Liste des maires
| Période                                  | Période                   | Identité             | Étiquette | Qualité                         |
| ---------------------------------------- | ------------------------- | -------------------- | --------- | ------------------------------- |
| Les données manquantes sont à compléter. |                           |                      |           |                                 |
| avant 1995                               | mars 2008                 | Jean-Louis Bonnardel |           |                                 |
| mars 2008                                | 2014                      | Christian Chabaud    |           |                                 |
| mars 2014                                | 23 mai 2020               | Armand Vallet        |           | Retraité                        |
| 23 mai 2020                              | En cours (au 24 mai 2020) | Hugo Biolley         | DVG       | Étudiant à Sciences Po Grenoble |

Lors de son élection en mai 2020, Hugo Biolley, 18 ans, est le plus jeune maire de France.

## Population et société

### Démographie
L'évolution du nombre d'habitants est connue à travers les recensements de la population effectués dans la commune depuis 1793. Pour les communes de moins de 10 000 habitants, une enquête de recensement portant sur toute la population est réalisée tous les cinq ans, les populations de référence des années intermédiaires étant quant à elles estimées par interpolation ou extrapolation. Pour la commune, le premier recensement exhaustif entrant dans le cadre du nouveau dispositif a été réalisé en 2008.

En 2022, la commune comptait 520 habitants, en évolution de +15,04 % par rapport à 2016 (Ardèche : +2,48 %, France hors Mayotte : +2,11 %).
| 1793 | 1800 | 1806 | 1821 | 1831 | 1836 | 1841 | 1846 | 1851 |
| ---- | ---- | ---- | ---- | ---- | ---- | ---- | ---- | ---- |
| 400  | 348  | 386  | 402  | 396  | 396  | 397  | 389  | 399  |

| 1856 | 1861 | 1866 | 1872 | 1876 | 1881 | 1886 | 1891 | 1896 |
| ---- | ---- | ---- | ---- | ---- | ---- | ---- | ---- | ---- |
| 403  | 380  | 353  | 363  | 350  | 335  | 319  | 320  | 303  |

| 1901 | 1906 | 1911 | 1921 | 1926 | 1931 | 1936 | 1946 | 1954 |
| ---- | ---- | ---- | ---- | ---- | ---- | ---- | ---- | ---- |
| 280  | 273  | 267  | 217  | 202  | 178  | 202  | 217  | 191  |

| 1962 | 1968 | 1975 | 1982 | 1990 | 1999 | 2006 | 2008 | 2013 |
| ---- | ---- | ---- | ---- | ---- | ---- | ---- | ---- | ---- |
| 177  | 163  | 179  | 181  | 233  | 262  | 344  | 368  | 434  |

| 2018 | 2022 | - | - | - | - | - | - | - |
| ---- | ---- | - | - | - | - | - | - | - |
| 453  | 520  | - | - | - | - | - | - | - |

La population de 400 habitants au début du XIXe siècle était tombée à 163 en 1968. La commune a connu depuis une progression record de 158 % en dépassant à nouveau les 400 habitants.

### Manifestations culturelles et festivités

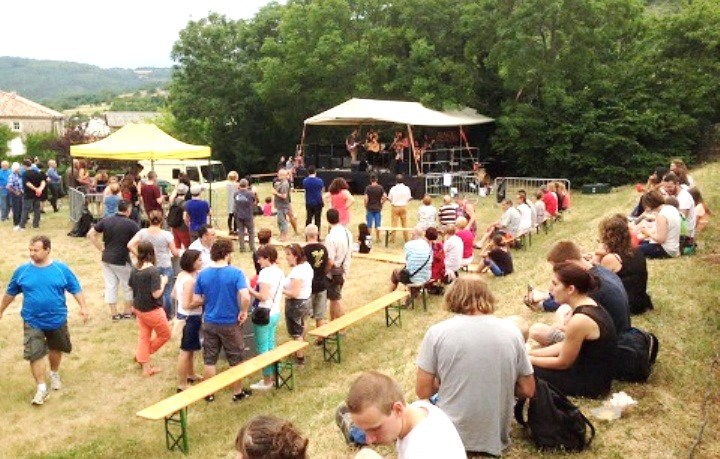
Le concert 2015.

- en avril, passage du rallye d'Annonay ;
- en juin, concert et passage de l'Ardéchoise ;
- en juillet, tous les deux ans, jeux interquartiers avec Félines ;
- en septembre, Arts de la rue ;
- en octobre, rôtie de châtaignes.

### Enseignement
La commune est rattachée à l'académie de Grenoble.

### Médias
Deux journaux sont distribués dans les réseaux de presse desservant la commune de Vinzieux :
- L'Hebdo de l'Ardèche est un journal hebdomadaire français basé à Valence. Il couvre l'actualité de tout le département de l'Ardèche ;
- Le Dauphiné libéré est un journal quotidien de la presse écrite française régionale distribué dans la plupart des départements de l'ancienne région Rhône-Alpes, notamment l'Ardèche. La commune est située dans la zone d'édition d'Annonay.

### Cultes
L'église (propriété de la commune) et la communauté catholique de Vinzieux sont rattachées à la paroisse Sainte Croix du Rhône, elle-même rattachée au diocèse de Viviers.

### Associations

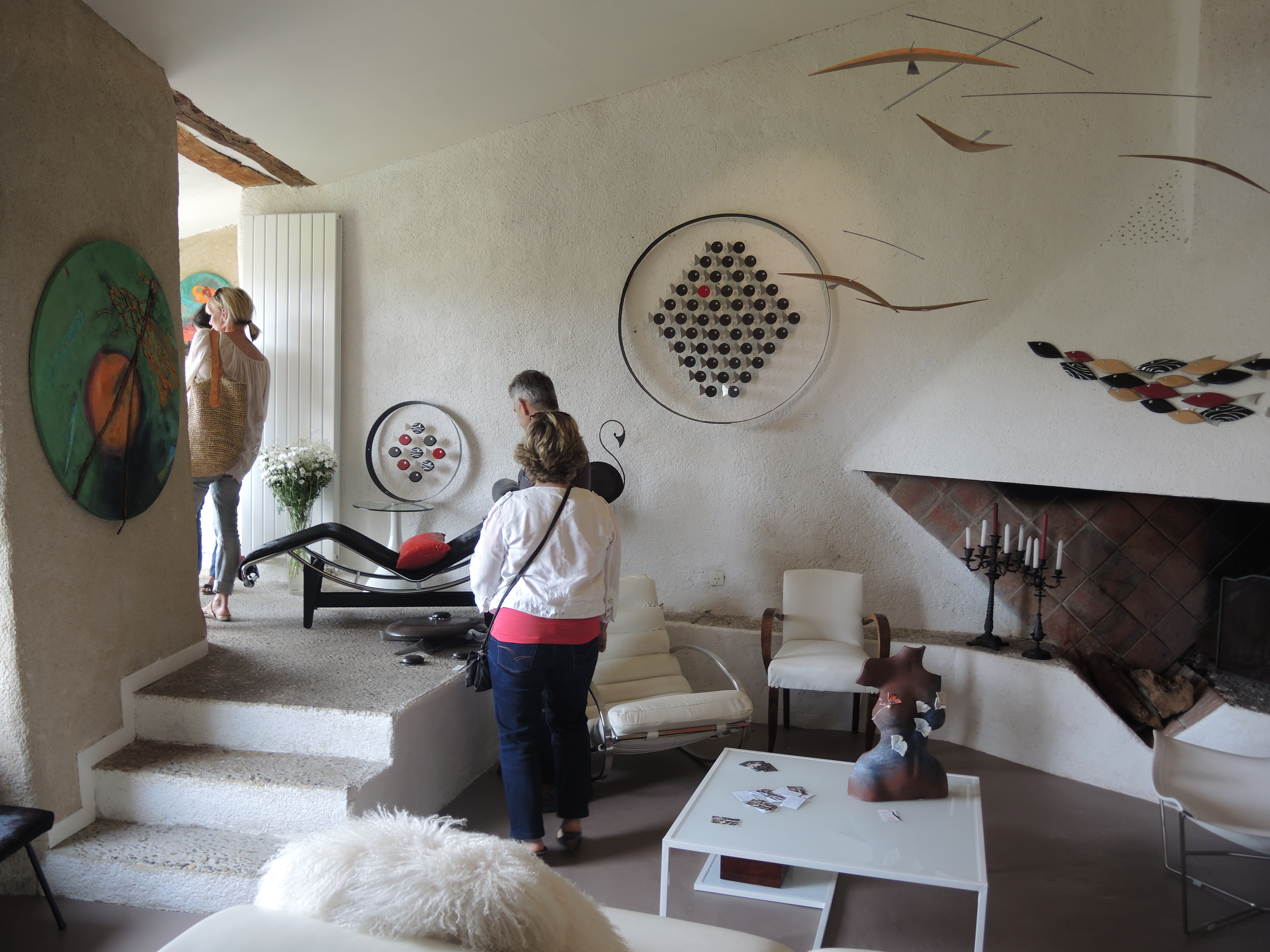
Les Vinz'Arts 2015 : exposition d’œuvres d'art chez des habitants.

La commune possède une ACCA avec une trentaine de chasseurs, une trentaine aussi de seniors adhérents aux « Genêts Verts », la troupe de théâtre « La Chrysalyde » et l'Association Animations Loisirs et Culture. C'est cette dernière qui assure l'essentiel des événements festifs de l'année : matinée cochonnailles en février, accueil du rallye d'Annonay en avril (avec le CCAS), en juin organisation d'un concert et accueil de l'Ardéchoise, vide greniers en août et accueil du Père Noël en décembre. L'association existe depuis 1984, mais s'est renforcée en 2009 et comprend en 2015 une vingtaine de membres d'âges divers, et notamment des habitants récents.
En juin, une initiative de particuliers a créé les « Vinz'Arts », qui ont permis à des artistes professionnels régionaux d'exposer dans trois lieux.
Autrement, les habitants profitent de structures intercommunales, et notamment des Arts de la rue avec le Soar, et des activités AFR avec Félines et Charnas.

## Économie

### Une agriculture diversifiée

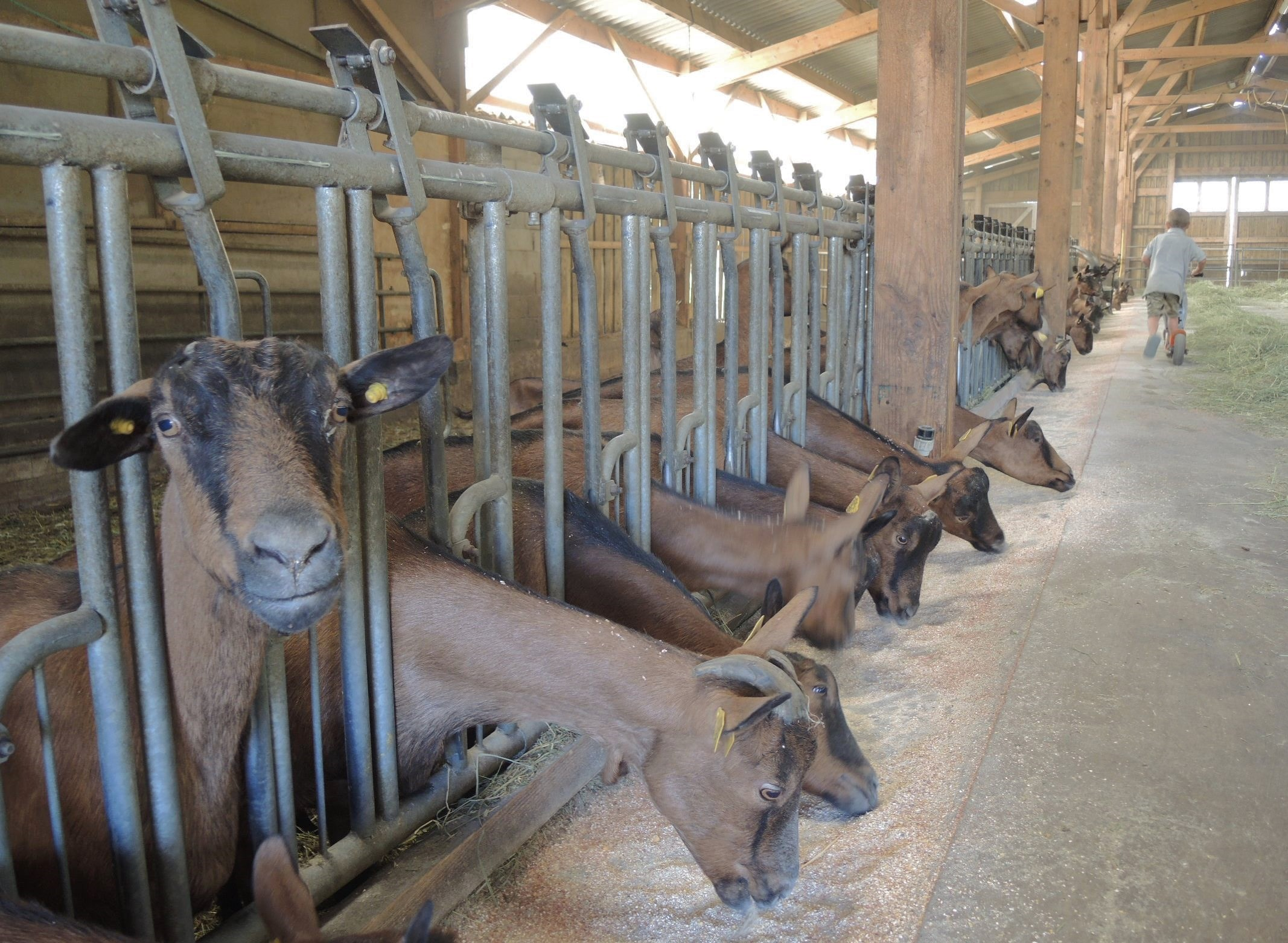
La chèvrerie de Vincent Vallet.

Les sols de la commune sont plus ou moins fertiles selon leur situation. Les moins faciles à cultiver sont abandonnés. Quelques autres restent réservés pour la construction. Mais on dénombre quand même encore sur le territoire six exploitants agricoles à temps plein et quelques retraités. Dans l'ensemble, il s'agit de polyculture. Les fruitiers les plus cultivés sont les pommes, car les cerisiers sont de plus en plus abandonnés, et les abricotiers ont du mal à réussir. Les vignes produisent du vin de pays. Les prés et les champs de céréales sont cultivés pour nourrir et élever sur place des vaches à viande ou à lait, et des chèvres laitières.

### Des moulinages d'hier et d'aujourd'hui

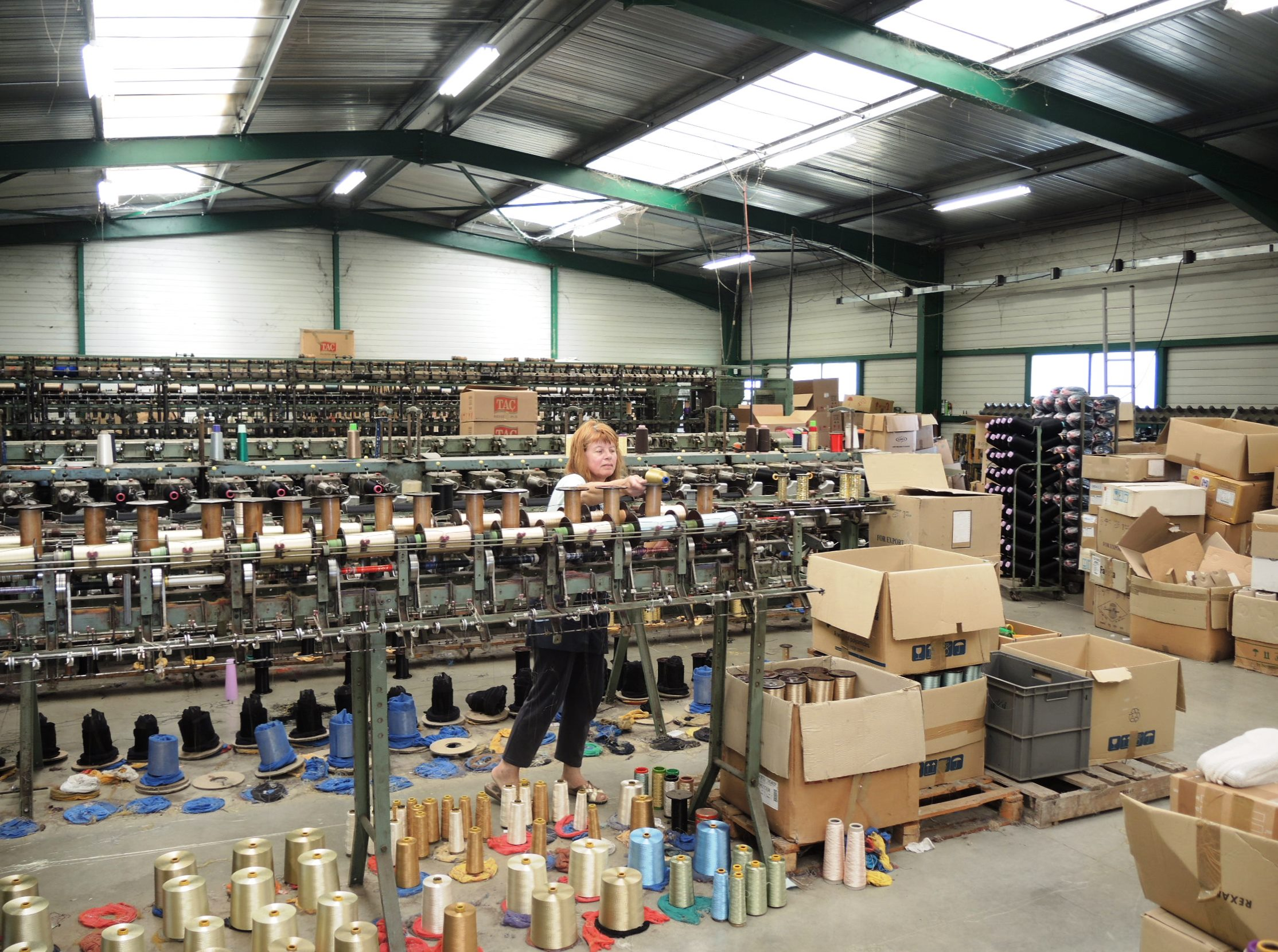
Le moulinage actuellement en fonctionnement, depuis 1996.

L'industrie textile a connu beaucoup de fermetures d'usines en Ardèche, mais un moulinage fonctionne encore à Vinzieux. Le moulinage consiste à tordre le fil de base tout en l'enroulant sur une nouvelle bobine. Cette opération le rend plus solide, ou permet d'en rassembler plusieurs. Elle intervient entre la fabrication du fil, qui se faisait autrefois dans les Cévennes, et son tissage, qui se faisait à Lyon. Les pentes des rivières ardéchoises fournissaient l'énergie motrice pour les machines.
Le moulinage encore en fonction à Vinzieux est l'atelier de Bernard Barou, au quartier de Trèves, près de la route de Maclas. Le bâtiment a été construit et aménagé en 1996. Ce moulinage s'est aussi spécialisé dans le domaine des fils de couleur, fabriqués en petite série avec beaucoup de réactivité. Il fait vivre trois personnes.

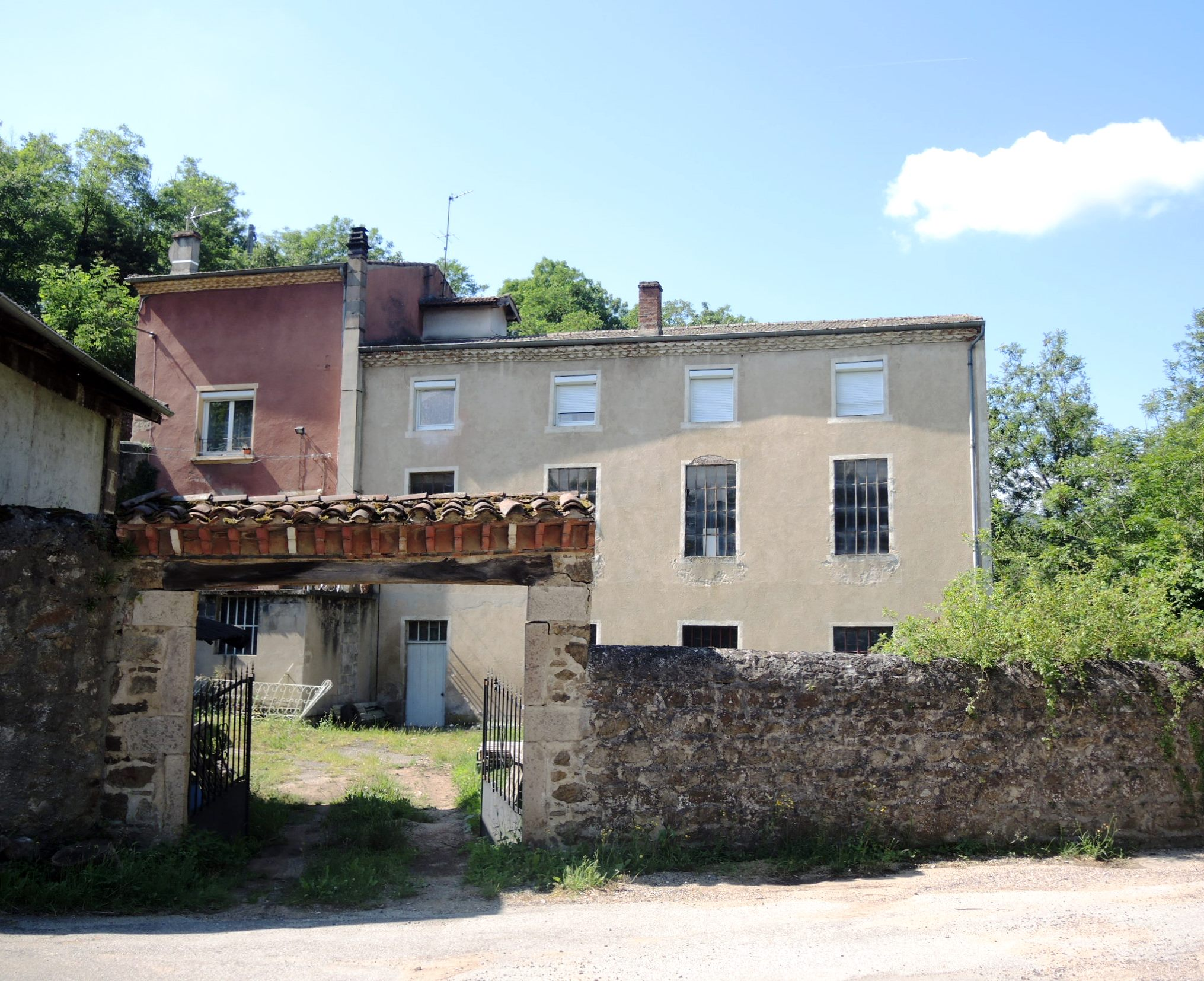
Le bâtiment de l'ancien moulinage, remis en fonction en 1918. Le dernier étage était le dortoir des ouvrières, au XIXe siècle.

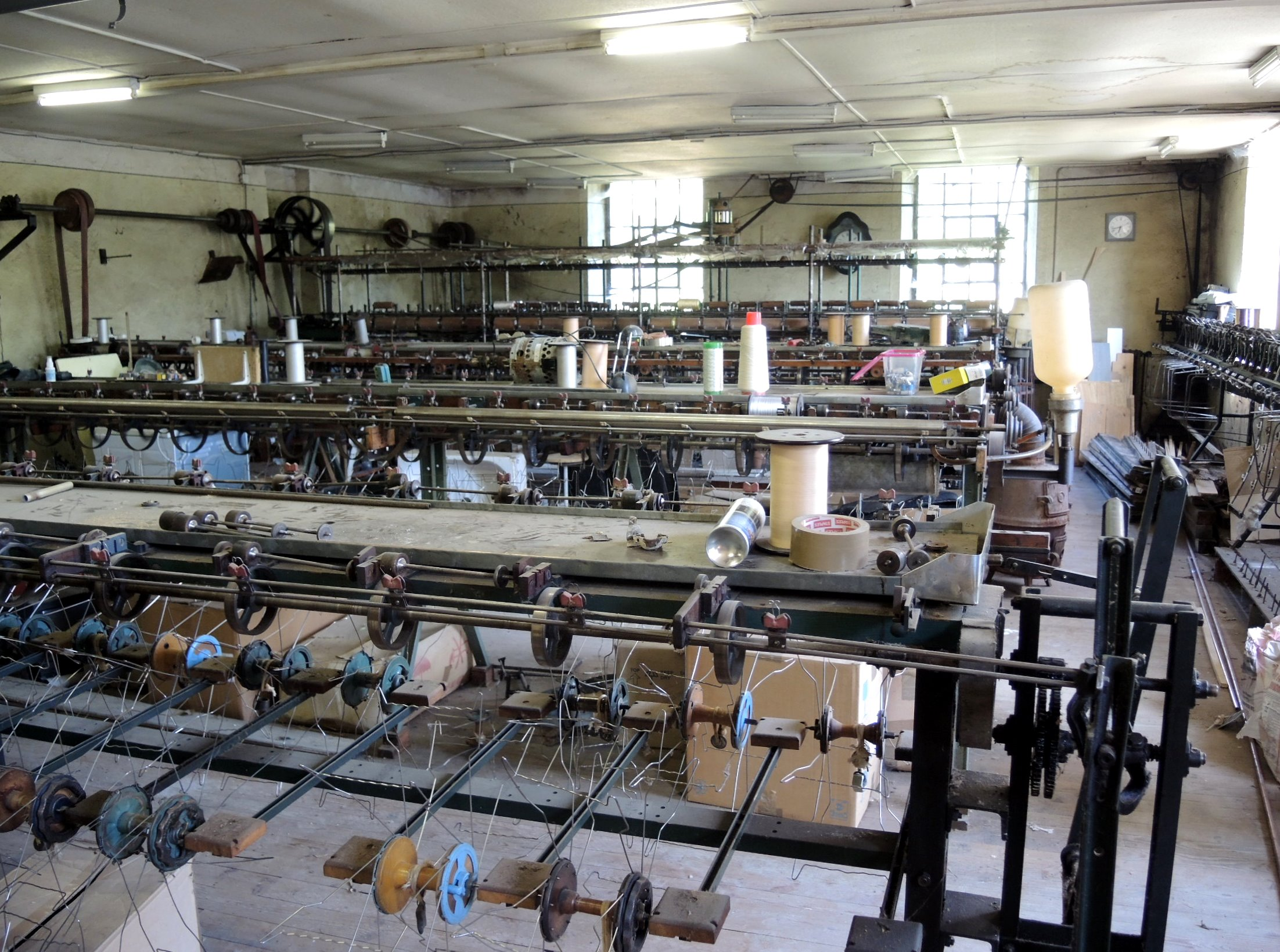
Le niveau 2 de l'ancien moulinage.

Avant 1996, la famille Barou dirigeait le moulinage du Pont de la Pierre, qu'elle avait remis en fonctionnement en 1918. Tout a fonctionné jusqu'en 2003. Une seule machine y est encore utilisée de temps en temps, mais l'ensemble de ce site traditionnel est conservé en état.
Un canal de 600 mètres amenait l'eau du ruisseau du Limony. Le poids de l'eau faisait tourner une roue à « augées ». Plusieurs gros engrenages permettaient ensuite d'accélérer le mouvement, qui était transmis aux machines par des axes, des courroies et des engrenages réglables. Ces machines étaient fabriquées dans la région. Au Pont de la Pierre, on bobinait le fil de soie à l'étage, et on le tordait au rez-de-chaussée. Le dernier étage du bâtiment était le dortoir des ouvrières au XIXe siècle.

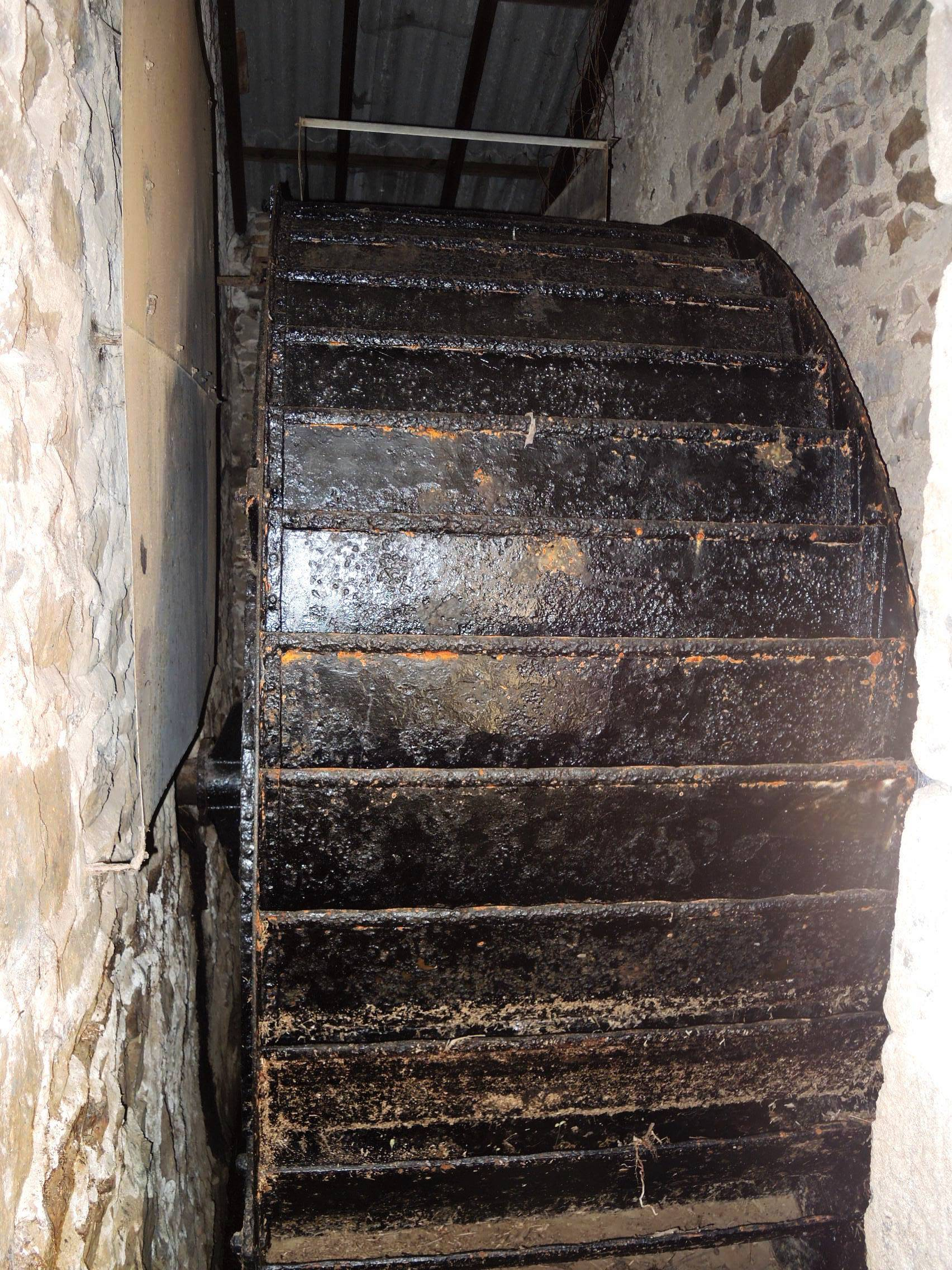
Au départ, une roue à augées de 4 m de diamètre et 1,20 m de large.
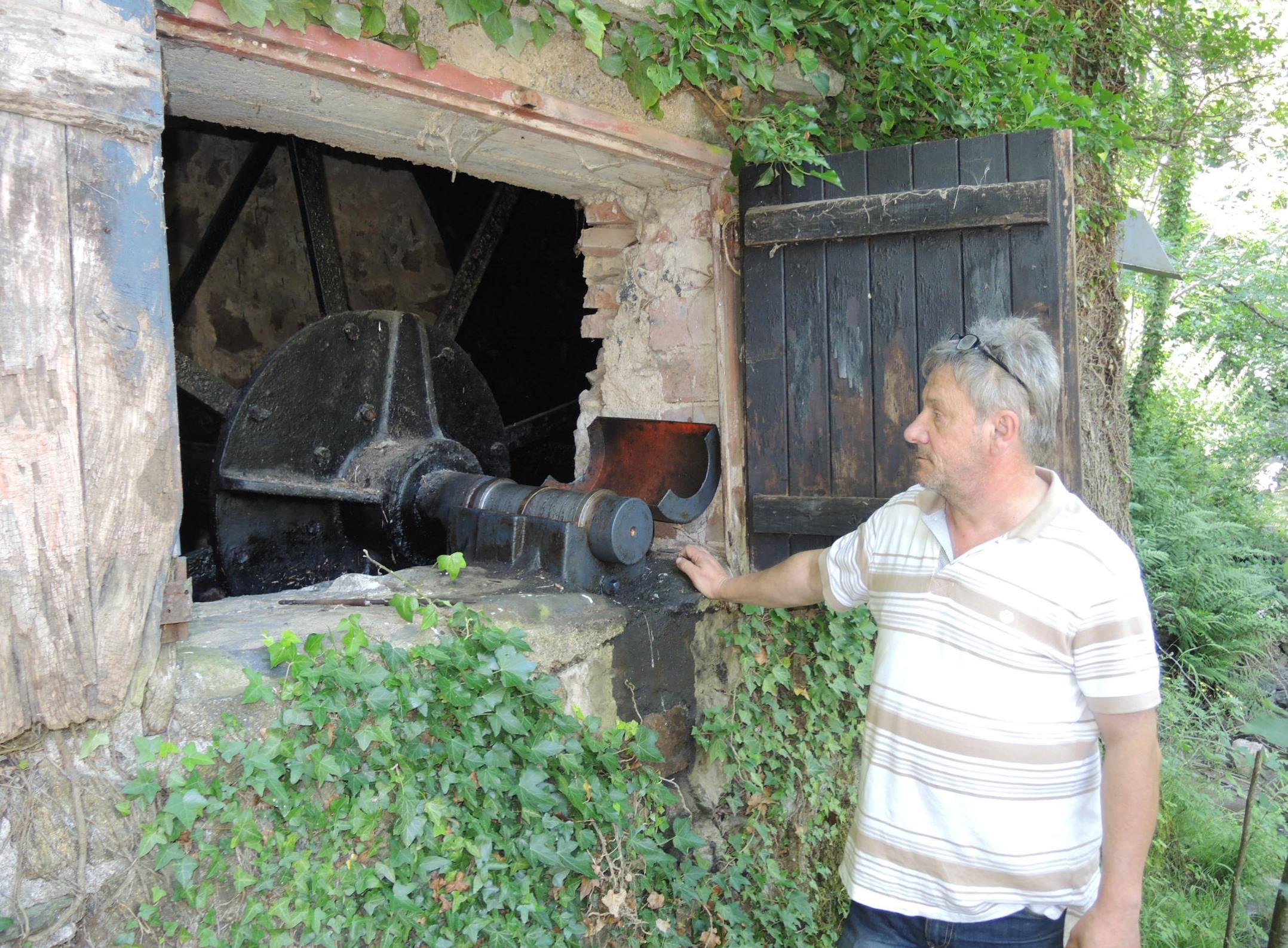
L'axe de la roue, présentée par Bernard Barou.
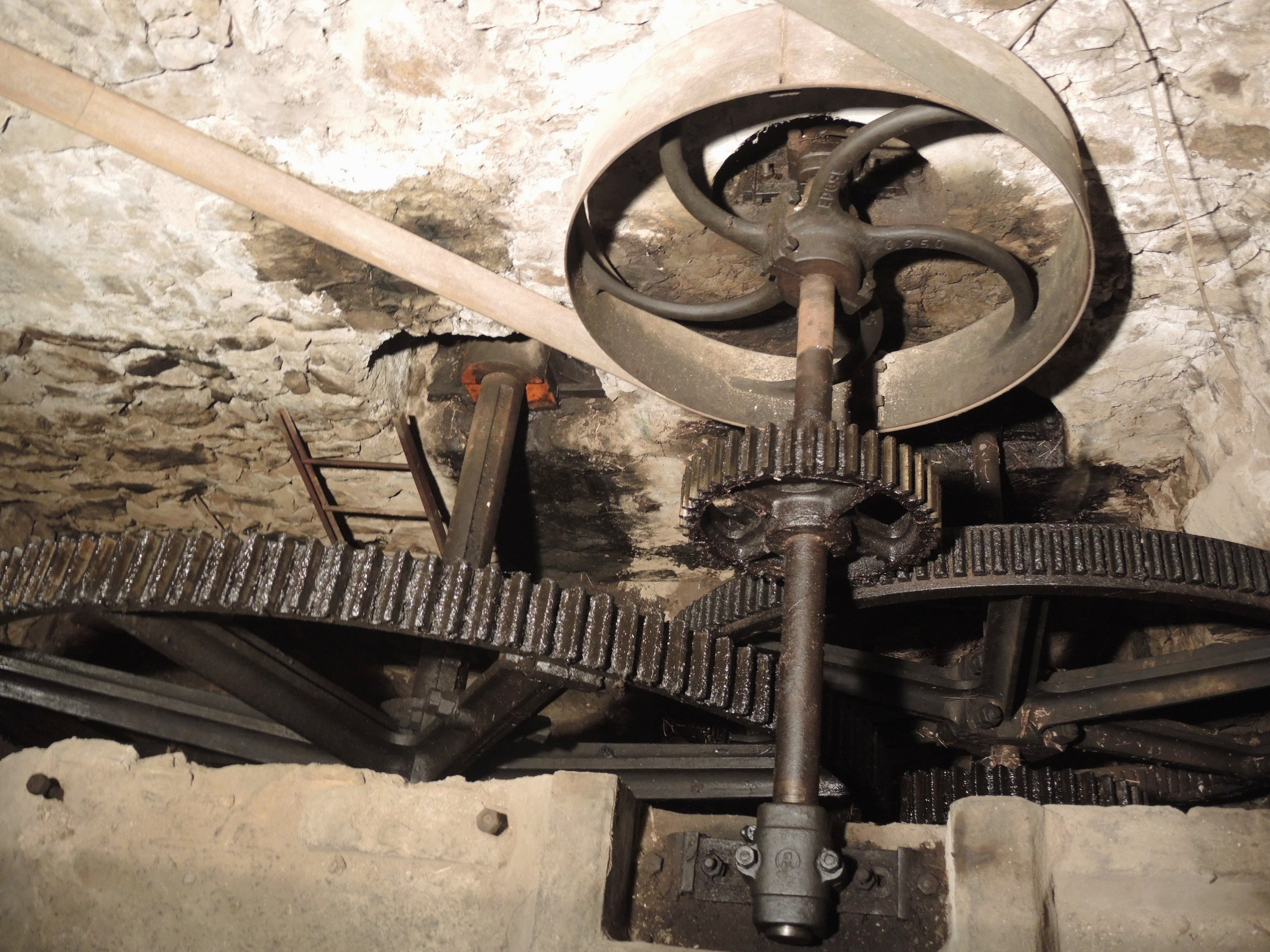
Dans la cave, de gros engrenages permettaient d'augmenter la vitesse de rotation.
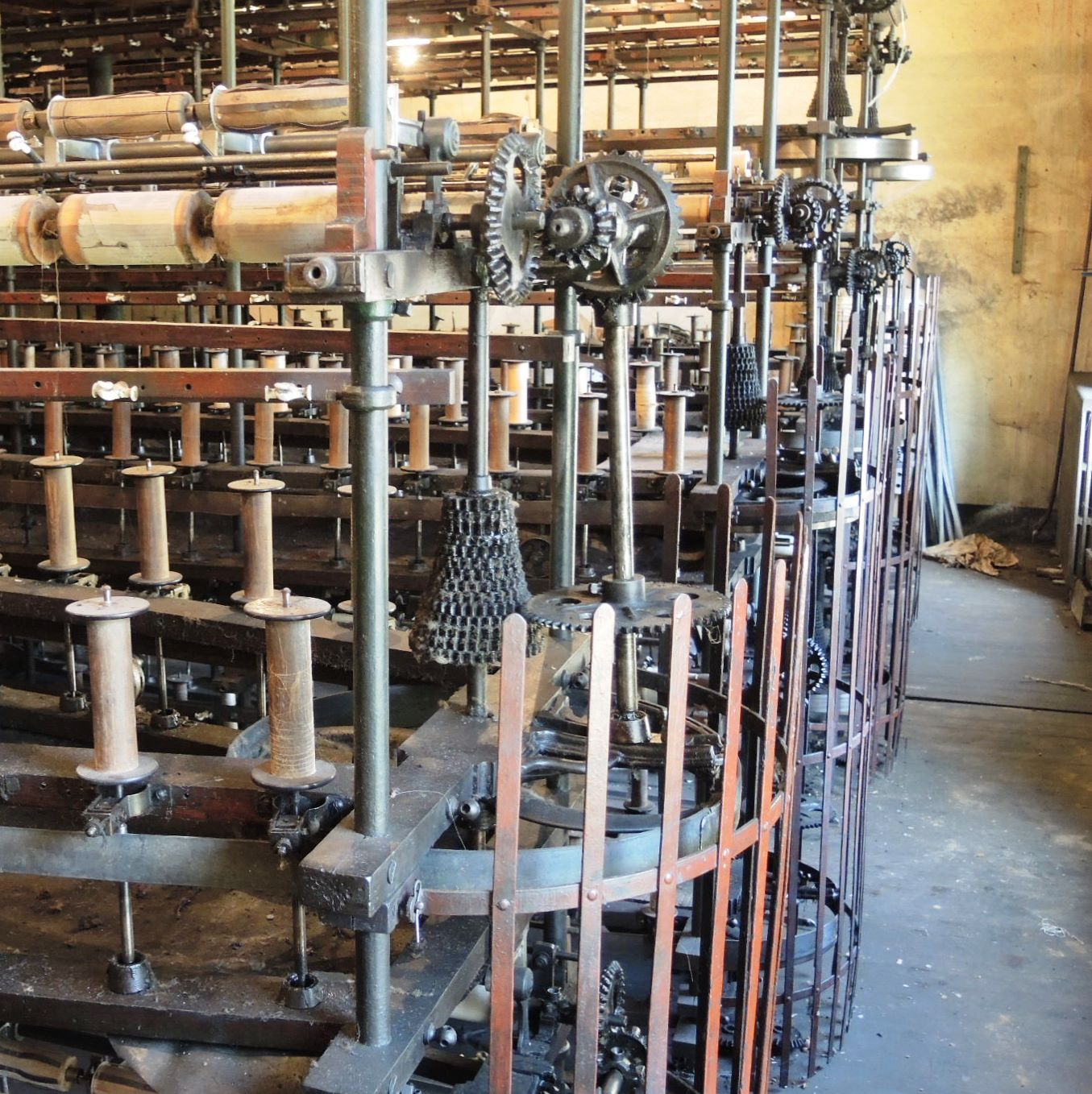
Sur les machines, d'autres engrenages permettaient de régler plus finement la vitesse.

### Commerce
Depuis fin octobre 2021, le Vin’z’ieux est un bar à vin qui propose également une dégustation de chocolat, une épicerie fine privilégiant des produits locaux et un dépôt de pain en partenariat avec la boulangerie de Félines, des soirées-concert sont également organisées,.

## Culture locale et patrimoine

### Lieux et monuments

#### Un village ancien

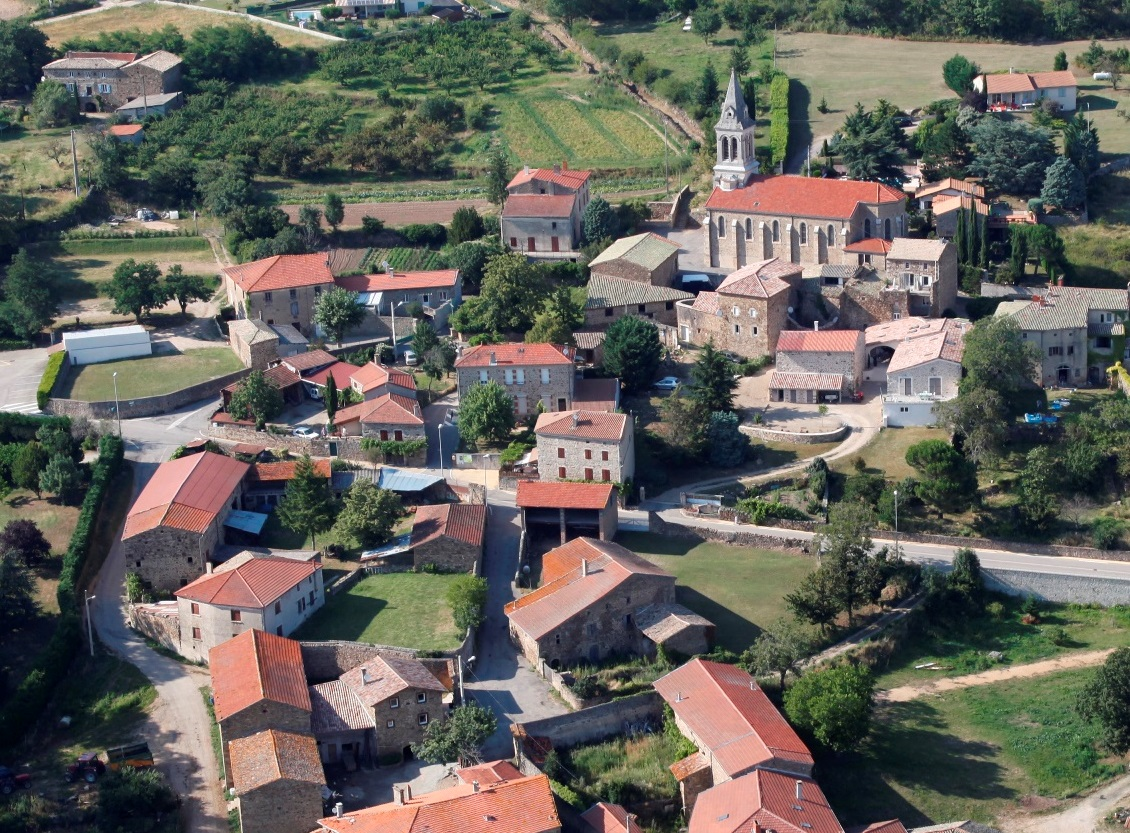
La partie la plus ancienne du village, autour de la départementale.

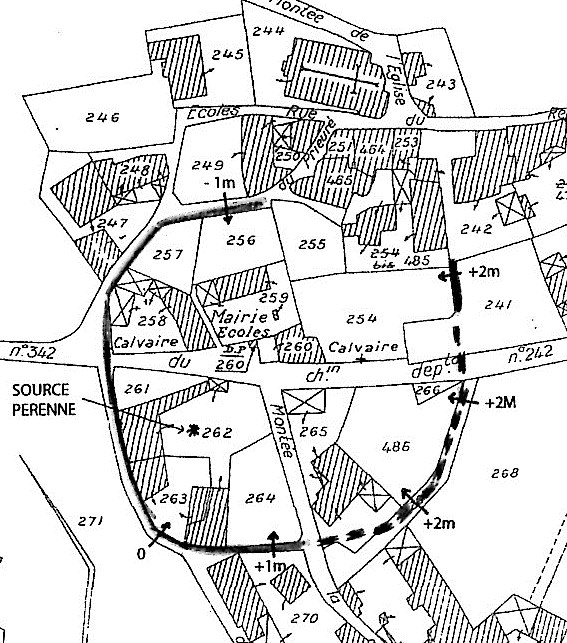
La forme circulaire du centre village, de part et d'autre de la départementale, correspond à un ancien mur d'enceinte, autour d'une source pérenne.

Le village est installé en exposition au sud, à mi-pente entre les terrains cultivés et les bois. On y dispose d'une vue étendue, notamment sur le château du Mein et le territoire de Félines.
Le centre ancien est de dimension modeste. De part et d'autre de la départementale, les chemins orientés en quart de cercle laissent supposer l'existence ancienne d'un site fortifié, autour d'une source permanente. Un habitant archéologue, Vincent Bernard, a même retrouvé, lors de l'élargissement de la route en 2001, des traces en profondeur de murs de 1 à 2 mètres de large.
À partir du Moyen Âge, trois églises ont été successivement construites au-dessus de l'ancienne enceinte. L'église Saint-Pierre-aux-Liens de Vinzieux actuelle a été achevée en 1901. Elle présente des proportions équilibrées. En face son entrée, l'ancienne cure, toujours propriété du diocèse, est utilisée par l'association d'animation.
Un peu en dessous l'église, le grand bâtiment est un ancien relais muletier qui a abrité le transport du sel au moins aux XVIIIe et XIXe siècles. La maison d'habitation qui lui correspond est datée de 1867.
Plus bas, près de la route, l'ancienne école privée a été réaménagée en salles communales d'activités avec un terrain extérieur pour les fêtes et les concerts.

#### Le vénérable Pont de la Pierre

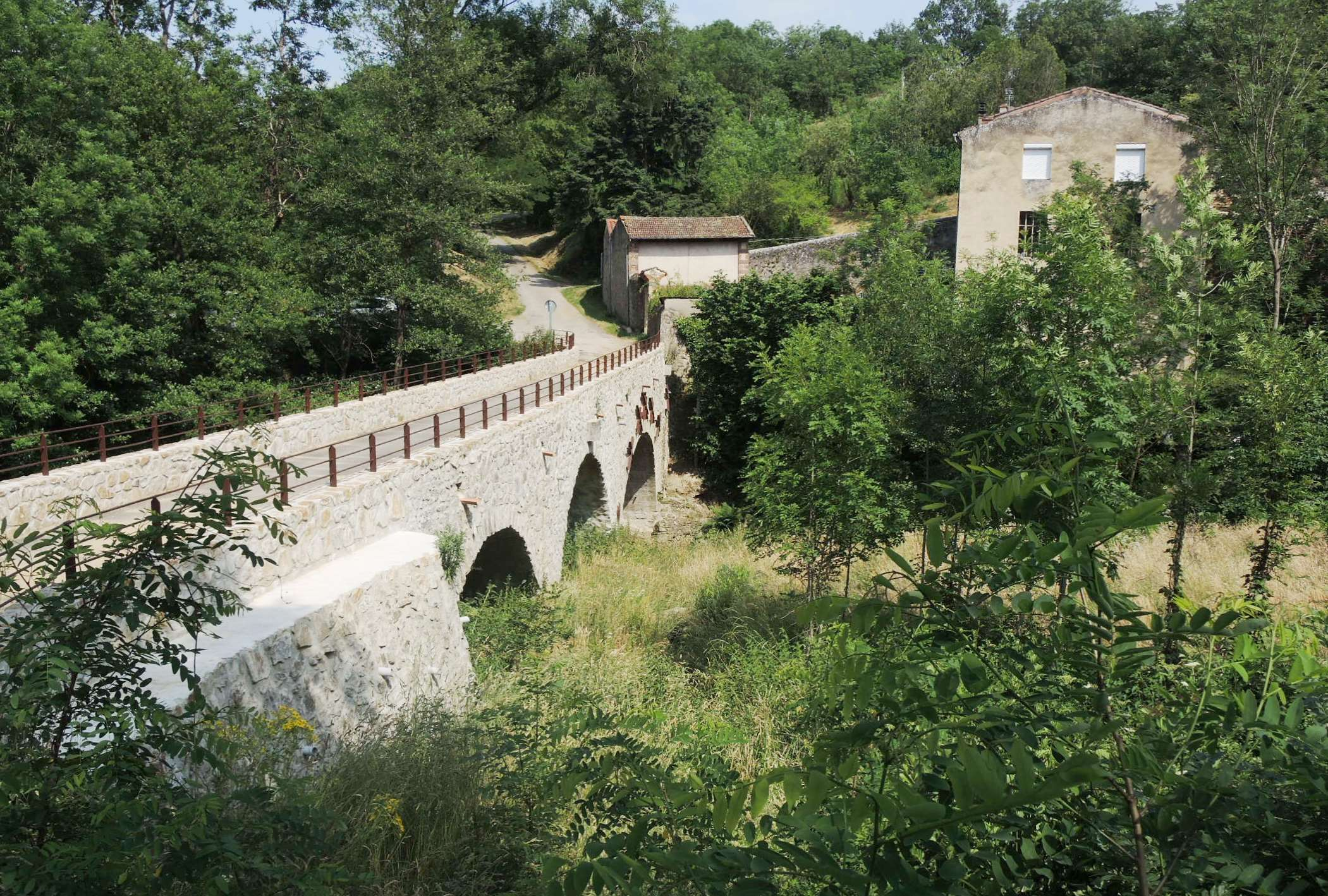
Le Pont de la Pierre, avec à droite, sur la rive ardéchoise, l'ancien moulinage.

La légende le dit romain, mais il n'est sûrement que médiéval. Son nom de pont de la Pierre ne date aussi que du XIXe siècle : en 1377, il était le pont Bertrem. Il est en tout cas respectable avec ses 40 mètres de long sur trois arches imposantes et une largeur d'un autre âge. Il a aussi l'originalité, en franchissant le ruisseau du Limony, de relier l'Ardèche et la Loire, qui en possède les 5/6e de la longueur, jusqu'au milieu du ruisseau. Mais son arche ardéchoise, qui est sans doute la plus ancienne, a aussi deux propriétaires, Vinzieux et Charnas, qui se la partagent cette fois dans le sens de la longueur. En 2013, les trois copropriétaires ont fini par s'accorder pour le consolider : installation de tirants pour le resserrer en largeur, construction de parapets, surfaçage des parois… Il est sauvé, mais toujours peu utilisable : son accès ligérien reste chemin de terre,.

### Héraldique
| Blason de Vinzieux | Les armes de Vinzieux se blasonnent ainsi : De sinople au chevron losangé d'argent et d'azur. |

### Sources et bibliographie
- Articles de François Bassaget dans le Dauphiné libéré du jeudi 20 août 2015.
- Bulletins municipaux.
- Article de Vincent Bernard à la Cellule archéologique de l'Ardèche.